# Gang of Four (banda)
Gang of Four es un grupo inglés de música post-punk. Está formado por Jon King (cantante), Andy Gill (guitarrista), Dave Allen (bajo) y Hugo Burnham (batería). Fueron muy activos entre 1977 y 1984, y han reaparecido dos veces en los 1990s con King y Gill. En 2004 se volvieron a juntar todos los miembros originales del grupo, y en 2008 planean grabar nuevo material, pero este mismo Allen anunció que él y Burnham abandonan el grupo, siendo reemplazados por Thomas McNeice y Mark Heaney respectivamente.
Su música tiene influencias del punk rock, funk y dub, con énfasis en los problemas sociales y políticos de la sociedad. Gang of Four es ampliamente considerada como una de las principales bandas de finales de los años 1970 en inicio de los 80 y del movimiento post-punk. En sus álbumes posteriores (Songs of the Free y Hard) suavizaron algunas de sus cualidades más discordantes, y derivaron hacia la música Dance-Punk y Disco. 
Su álbum debut, Entertainment!, alcanzó el puesto 483 en la lista de los 500 mejores álbumes de todos los tiempos de la revista Rolling Stone y está listado por Pitchfork Media como el 8º mejor álbum de la década de 1970. David Fricke de Rolling Stone describió Gang of Four como "probablemente la mejor banda de motivación política en el rock & roll".

## Influencia
Gang of Four llegó a influir en una serie de grupos de rock alternativo de éxito a en los años 80 y 90, aunque parte de sus seguidores fueron por su vertiente artística y/o política. Michael Stipe cantante de R.E.M. cita Gang of Four como una de las principales influencias de su banda; Flea de los Red Hot Chili Peppers ha declarado que Gang of Four fueron una de las influencias más importantes en la música de su banda en sus comienzos (Andy Gill llegó a producir los Chili Peppers álbum debut). Kurt Cobain declaró que Nirvana empezó como "una copia de Gang of Four y Scratch Acid". Andy Kellman, en Allmusic, ha llegado a sostener que los "gérmenes de influencia" Gang of Four se puede encontrar en muchos grupos de rap metal "que no están en contacto con sus ancestros lo suficiente como para darse cuenta de ello".
En los últimos años la banda ha disfrutado de un resurgimiento en popularidad, en un principio debido a la aparición de nuevas bandas de revival post-punk, como Clinic, Liars, The Rapture y Radio 4, y el ascenso de Franz Ferdinand, We Are Scientists y Bloc Party.
El 1 de febrero de 2020 fallece Andy Gill, a los 64 años de edad.

## Discografía

### Álbumes de estudio
- Entertainment! (EMI, 1979)
- Solid Gold (Warner Bros., 1981)
- Songs of the Free (Warner Bros., 1982)
- Hard (Warner Bros., 1983)
- Mall (Polydor, 1991)
- Shrinkwrapped (Castle, 1995)[5]
- Return the Gift (2005)
- Content (Yep Roc, 2011)

### Álbumes en directo
- At the Palace (Mercury, 1984)

### Álbumes recopilatorios
- The Peel Sessions (1990), Strange Fruit/Dutch East India
- You Catch Up With History (1978–1983) (1990), Greenlight-Capitol
- A Brief History of the Twentieth Century (1990), Warner Bros
- 100 Flowers Bloom (1998), Rhino

### EP
- Yellow (EMI, 1980)
- Another Day/Another Dollar (Warner Bros., 1982)
- The Peel Sessions (16.1.79) (1986), Strange Fruit

### Sencillos
| Año  | Título                                      | Posición en listas | Posición en listas | Posición en listas | Álbum                                    |
| Año  | Título                                      | EUA Rock           | EUA Dance          | UK Singles Chart   | Álbum                                    |
| ---- | ------------------------------------------- | ------------------ | ------------------ | ------------------ | ---------------------------------------- |
| 1978 | "Damaged Goods"                             | —                  | —                  | —                  | –                                        |
| 1979 | "At Home He's a Tourist"                    | —                  | —                  | 58                 | Entertainment!                           |
| 1979 | "Damaged Goods"/"I Found That Essence Rare" | —                  | 39                 | —                  | Entertainment!                           |
| 1980 | "Outside the Trains Don't Run on Time"      | —                  | —                  | —                  | Solid Gold                               |
| 1981 | "What We All Want"                          | —                  | 30                 | —                  | Solid Gold                               |
| 1981 | "Cheeseburger"                              | —                  | —                  | —                  | Solid Gold                               |
| 1981 | "To Hell With Poverty!"                     | —                  | 38                 | —                  | Another Day/Another Dollar               |
| 1982 | "I Love A Man In Uniform"                   | —                  | —                  | 65                 | Songs of the Free                        |
| 1982 | "I Love A Man In Uniform" (US release)      | —                  | 27                 | —                  | Songs of the Free                        |
| 1982 | "Call Me Up"                                | —                  | —                  | —                  | Songs of the Free                        |
| 1983 | "Is it Love?"                               | —                  | —                  | 88                 | Hard                                     |
| 1983 | "Is it Love?" (lanzamiento EE. UU.)         | —                  | 9                  | —                  | Hard                                     |
| 1983 | "Silver Lining"                             | —                  | —                  | —                  | Hard                                     |
| 1984 | "I Will Be a Good Boy (live)"               | —                  | —                  | —                  | At the Palace                            |
| 1990 | "Money Talks"                               | —                  | —                  | —                  | Mall                                     |
| 1991 | "To Hell With Poverty!"                     | —                  | —                  | 100                | A Brief History of the Twentieth Century |
| 1991 | "Don't Fix What Ain't Broke"                | 14                 | —                  | —                  | Mall                                     |
| 1991 | "Satellite"                                 | —                  | —                  | —                  | Mall                                     |
| 1991 | "Cadillac"                                  | —                  | —                  | —                  | Mall                                     |
| 1995 | "Tattoo"                                    | —                  | —                  | —                  | Shrinkwrapped                            |
| 2008 | "Second Life"                               | —                  | —                  | —                  | –                                        |
| 2011 | "You'll Never Pay for the Farm"             | —                  | —                  | —                  | Content                                  |